# Madara (album)
MADARA (jap. 斑蠡) - piąte EP zespołu the GazettE wydane w 2004 roku. Autorem tekstów piosenek jest Ruki, zaś kompozytorem utworów the GazettE.

## Lista utworów
| Nr | Tytuł                                                     | Czas |
| -- | --------------------------------------------------------- | ---- |
| 1. | "Mad Marble Hell Vision"                                  | 3:24 |
| 2. | "Shiikureta Haru, Kawarenu Haru" (飼育れた春、変われぬ春) | 4:19 |
| 3. | "Ruder"                                                   | 3:14 |
| 4. | "No.[666]"                                                | 3:24 |
| 5. | "Sumire" (菫)                                             | 4:19 |
| 4. | "Anata no Tame no Kono Inochi" (貴女ノ為ノ此ノ命。)       | 5:33 |

## Informacje
- MADARA wypuszczono ponownie w 2005 roku, lecz nie zawierał piosenki Sumire.